# Bill Withers
William Harrison, Jr. (født 4. juli 1938 i Slab Fork, West Virginia, død 30. marts 2020), bedre kendt som Bill Withers, var en Soul-sanger/songwriter fra USA. Han havde i løbet af sin 18 år lange karriere adskillige hits, der inkluderer sangene "Ain't No Sunshine" (1971), "Grandma's Hands" (1971), "Use Me" (1972), "Lean on Me" (1972), "Lovely Day" (1977) og "Just the Two of Us" (1980). Withers vandt tre Grammy Awards og blev nomineret til yderligere seks.
Hans liv blev skildret i dokumentarfilmen Still Bill. Withers blev indskrevet i Songwriters Hall of Fame i 2005 og Rock and Roll Hall of Fame i 2015. To af hans sange ("Ain't No Sunshine" og "Lean on Me") er blevet indskrevet i Grammy Hall of Fame.
Withers døde den 30. marts 2020, 81 år gammel.

## Diskografi
Studiealbums
- Just as I Am (1971)
- Still Bill (1972)
- +'Justments (1974)
- Making Music (1975)
- Naked & Warm (1976)
- Menagerie (1977)
- 'Bout Love (1978)
- Watching You, Watching Me (1985)

Livealbums
- Live at Carnegie Hall (1973)

Opsamlingsalbums
- The Best of Bill Withers (1975)
- The Best of Bill Withers (1980)
- Bill Withers' Greatest Hits (1981)
- Lean on Me: The Best of Bill Withers (1994)
- The Best of Bill Withers: Lean on Me (2000)
- The Ultimate Bill Withers Collection (2000)
- Lovely Day: The Very Best of Bill Withers (2005)
- Ain't No Sunshine: The Best of Bill Withers (2008)
- Playlist: The Very Best of Bill Withers (2009)
- The Essential Bill Withers (2013)

## Hæder

### Grammy Awards
Grammy Awards uddeles af The Recording Academy. Withers har vundet tre Grammys fra i alt ni nomineringer.
| År   | Modtager(e) og nominerede                         | Pris                            | Resultat  |
| ---- | ------------------------------------------------- | ------------------------------- | --------- |
| 1971 | Bill Withers                                      | Best New Artist                 | Nomineret |
| 1971 | "Ain't No Sunshine"                               | Best Pop Vocal Performance Male | Nomineret |
| 1971 | "Ain't No Sunshine"                               | Best Rhythm & Blues Song        | Vundet    |
| 1981 | "Just the Two of Us"                              | Record of the Year              | Nomineret |
| 1981 | "Just the Two of Us"                              | Song of the Year                | Nomineret |
| 1981 | "Just the Two of Us"                              | Best Pop Vocal Performance Male | Nomineret |
| 1981 | "Just the Two of Us"                              | Best Rhythm & Blues Song        | Vundet    |
| 1984 | "In the Name of Love" (featuring Ralph MacDonald) | Best Male R&B Vocal Performance | Nomineret |
| 1987 | "Lean on Me"                                      | Best Rhythm & Blues Song        | Vundet    |

### Øvrig hæder
- 2005: Indskrevet i Songwriters Hall of Fame[13]
- 2006: ASCAP Rhythm & Soul Heritage award[14]
- 2007: Indskrevet i West Virginia Music Hall of Fame[15]
- 2015: Indskrevet i Rock and Roll Hall of Fame[16]
- 2017: Æresgrad fra West Virginia University[17]